# Sergei Alexandrowitsch Scharow-Delone

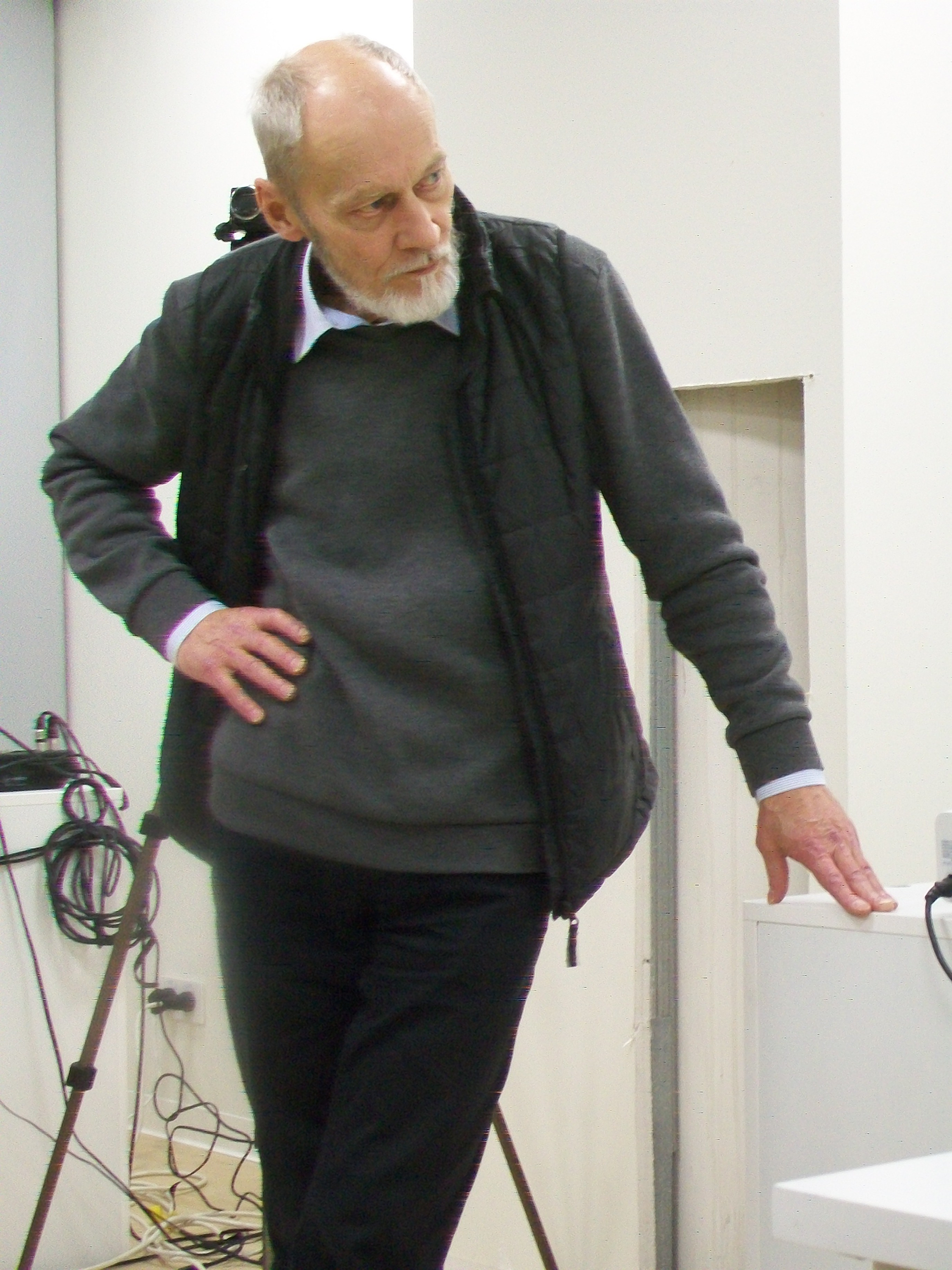
Sergei Alexandrowitsch Scharow-Delone am 21. Oktober 2017 in der Wahlverteidiger-Schule im Jelzin-Zentrum in Jekaterinburg

Sergei Alexandrowitsch Scharow-Delone (russisch Сергей Александрович Шаров-Делоне; * 27. September 1956; † 7. November 2019 in Moskau) war ein sowjetischer bzw. russischer Restaurator und Bürgerrechtler.

## Leben
Nach dem Studium am Moskauer Architektur-Institut (MArchI) arbeitete Scharow-Delone im Moskauer Städtebau-Institut. Er war an der Restaurierung des Sarower Klosters und des von sechs Pferden gezogenen Siegeswagens auf dem Moskauer Triumphbogen beteiligt.
Scharow-Delone war Mitarbeiter einer Gruppe zur öffentlichen Untersuchung der Ereignisse während des sogenannten Marschs der Millionen am 6. Mai 2012 in Moskau und Mitglied des 6.-Mai-Komitees. Beim darauf folgenden Bolotnaja-Prozess war er als öffentlicher Wahlverteidiger für die Angeklagten tätig. Er arbeitete im Hilfsfonds der Organisation Russland hinter Gittern für die Verhafteten mit. Er betreute die Schule für öffentliche Wahlverteidigung.
Zusammen mit Leonid Jakowlewitsch Gosman und Anna (Njussja) Krassowizkaja (* 7. November 1992 in Krasnodar, Enkelin Natalja Jewgenjewna Gorbanewskajas) nahm Scharow-Delone am 25. August 2018 an der Aktion auf dem Moskauer Roten Platz zum 50. Jahrestag der Demonstration der Sieben am 25. August 1968 gegen den Einmarsch der sowjetischen Truppen in die Tschechoslowakei teil. Er trug ein entsprechendes Plakat und wurde festgenommen. Es folgte ein Ordnungswidrigkeitsverfahren.
Scharow-Delone verfasste eine Monografie über die Architektur der Nordost-Rus des 12. Jahrhunderts.
Scharow-Delone starb an Lungenkrebs. Er wurde auf dem Moskauer Friedhof Wostrjakowo begraben.
Der Dichter und Dissident Wadim Nikolajewitsch Delone war ein Vetter Scharow-Delones.